# Isoglossa dichotoma
Isoglossa dichotoma är en akantusväxtart som först beskrevs av Justus Carl Hasskarl, och fick sitt nu gällande namn av B. Hansen. Isoglossa dichotoma ingår i släktet Isoglossa och familjen akantusväxter. Utöver nominatformen finns också underarten I. d. repens.